# Машински факултет Универзитета у Тузли
Машински факултет Универзитета у Тузли је високошколска установа у Тузли за образовање студената у области машинства. Основан је у септембру 1999. године или 2000. године.

## Историја
Машински факултет је основан реорганизацијом Универзитета у Тузли 2000. године или одвајањем од тадашњег Факултета електротехнике и машинства (данашњи Факултет електротехнике у Тузли) у септембру 1999. године.
Али студије машинства су се одвијале још пре оснивања Машинског факултета. У академској године  1961/62 је основан смер на првом нивоу студија под називом машински смер у рударству (или рударско-машински) на тадашњем Рударском факултету у Тузли при Универзитету у Сарајеву (данашњи Рударско-геолошко-грађевински факултет), који се престао уписивати од 1967/68, да би се 1974/75 исто почео уписивати да би био опет укинут од академске године 1989/90. На другом нивоу студија се одвијао и Рударско-машински смер.
Такође је постојале студије машинства и на данашњем Факултету електротехнике у Тузли (тадашњи Факултет електротехнике и машинства) где је био одсек за енергетско машинство од 1987. године, а од 1997. и одсек за производно машинство, где студенти студирали 4,5 година (тј 9 семестра).

## Студијски смерови
Студије се одвијају по Болоњској декларацији од 2003/04 академске године (по принципу 4+1+3), а од наредне је уведен нови одсек мехатроника (то тада су била два одсека илити усмерења производно машинство и енергетско машинство). Тада су биле прве две године имају заједничке предмете, док на трећој бирају усмерење (производно машинство, енергетско машинство и мехатроника).

### Основне акадмске студије
На основним академским студијама су прве две године заједничке, друге две се бирају смерови, али за сваки од њих стиче исто звање Бачелор-инжињер машинства. Смерови су:
- Производно машинство
- Енергетско машинство (са усмерењем Енергетика и Термо-флуидни инжењеринг)
- Мехатроника

### Мастер акадмске студије
На мастер академским студијама постоје смерови са којим се стиче звање Магистар машинства:
- Производно машинство
- Енергетско машинство (са усмерењем Одржива енергија и околина и Термоенергетика)
- Мехатроника

### Докторске акадмске студије
На мастер академским студијама постоје смерови са којим се стиче звање Доктор техничких наука из подручја машинства:
- Одржива енергија и околина
- Термоенергетика
- Индустријски инжењеринг
- Производне технологије
- Механтроника
- Машинске конструкције